# 大阪狭山市立北小学校
大阪狭山市立北小学校（おおさかさやましりつきたしょうがっこう）は、大阪府大阪狭山市にある公立小学校。
狭山町立東小学校（現・大阪狭山市立東小学校）より分離する形で、1977年に狭山町立北小学校として開校した。1988年には狭山町が市制施行で大阪狭山市になったことに伴い、大阪狭山市立となった。

## 通学区域
- 大阪狭山市 東野東1-2丁目、東野西1-4丁目、東野中1-5丁目、東池尻4-6丁目、池尻北1-2丁目、池尻中1丁目・2丁目1-8番、池尻自由丘 1-2丁目・3丁目1-7番

卒業生は大阪狭山市立狭山中学校に進学する。